# 北飯山駅
北飯山駅（きたいいやまえき）は、長野県飯山市大字飯山にある、東日本旅客鉄道（JR東日本）飯山線の駅である。

## 歴史
- 1923年（大正12年）7月6日：飯山鉄道の停留所として開業[1][3]。
- 1941年（昭和16年）9月9日：停留所から駅に昇格[3]。
- 1944年（昭和19年）6月1日：国有化により、運輸通信省（のちの日本国有鉄道）飯山線の駅となる[4]。
- 1960年（昭和35年）8月20日：一般駅から旅客駅となる[3]。
- 1962年（昭和37年）4月10日：業務委託駅となる[5]。
- 1982年（昭和57年）11月1日：荷物の扱いを廃止[6]。駅員無配置駅となり[7]、簡易委託化[8]。
- 1987年（昭和62年）4月1日：国鉄分割民営化により、東日本旅客鉄道の駅となる[3]。
- 1991年（平成3年）4月以降で時期不詳：簡易委託を終了。
- 2001年（平成13年）10月：駅舎を新築[1]。

## 駅構造
長野方面に向かって左側にある単式ホーム1面1線を持つ地上駅である。
飯山駅管理の無人駅である。自動券売機はなく、乗車駅証明書発行機が設置されている。

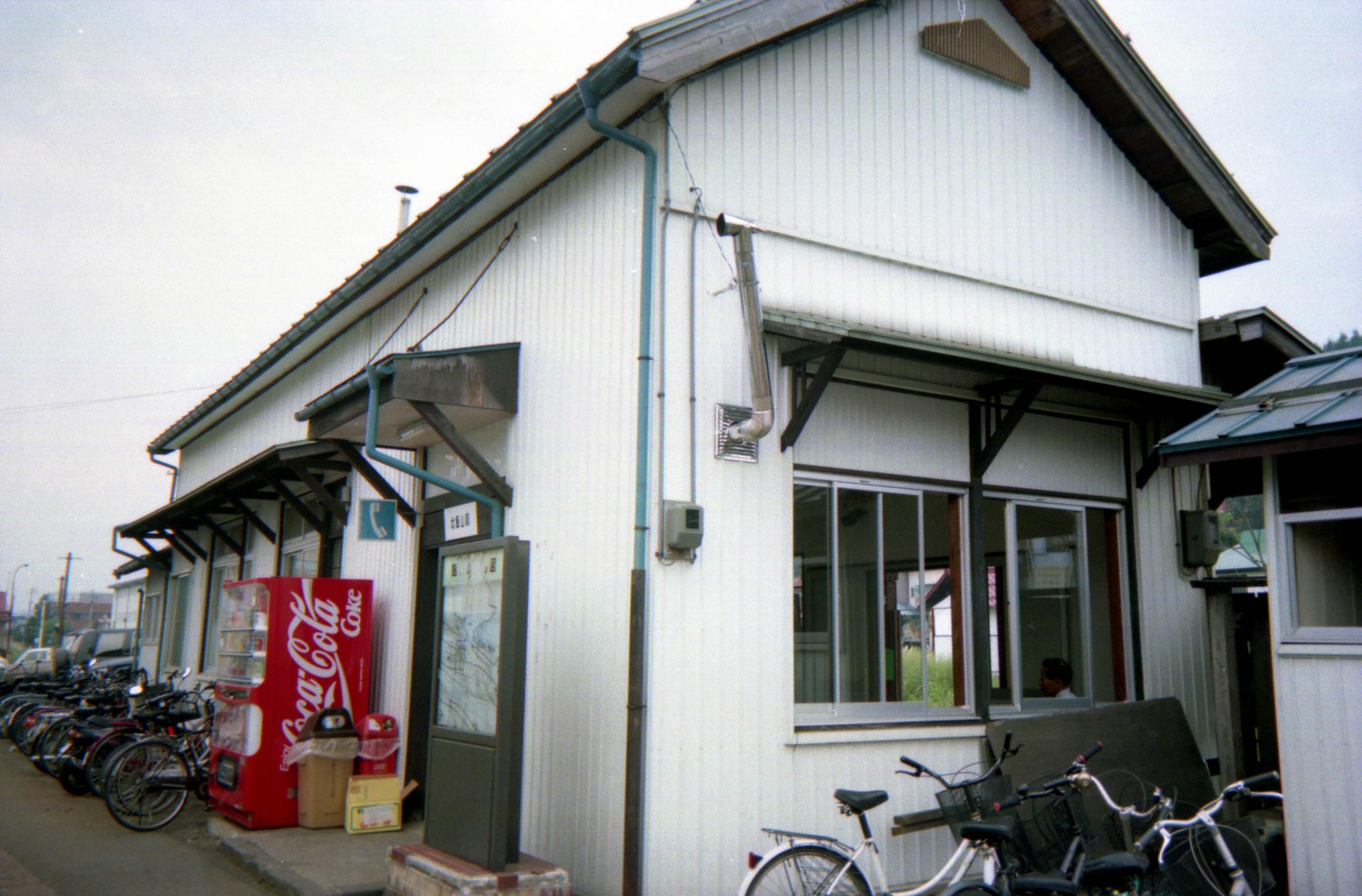
改築前の駅舎（1994年9月）
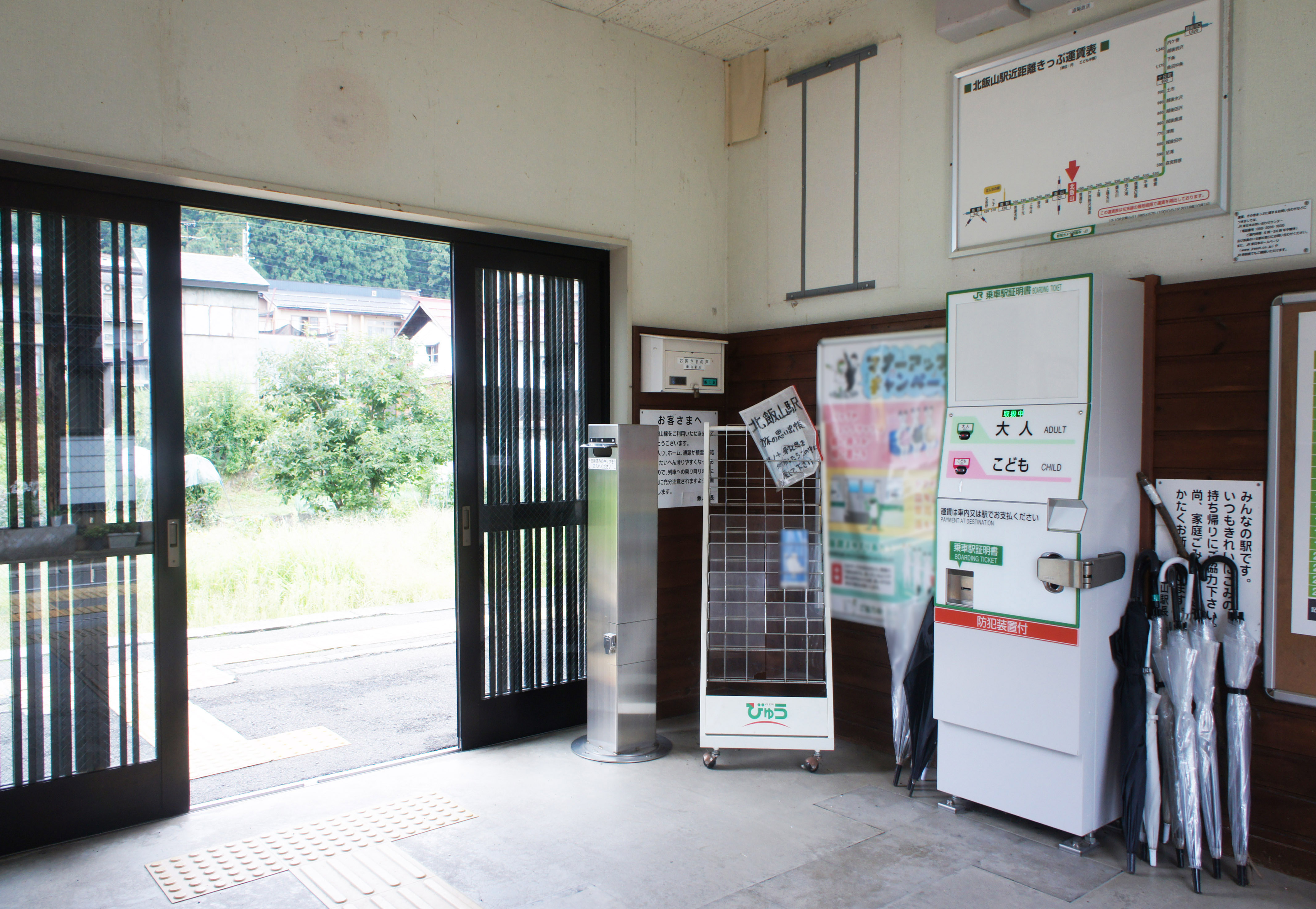
待合室（2021年9月）
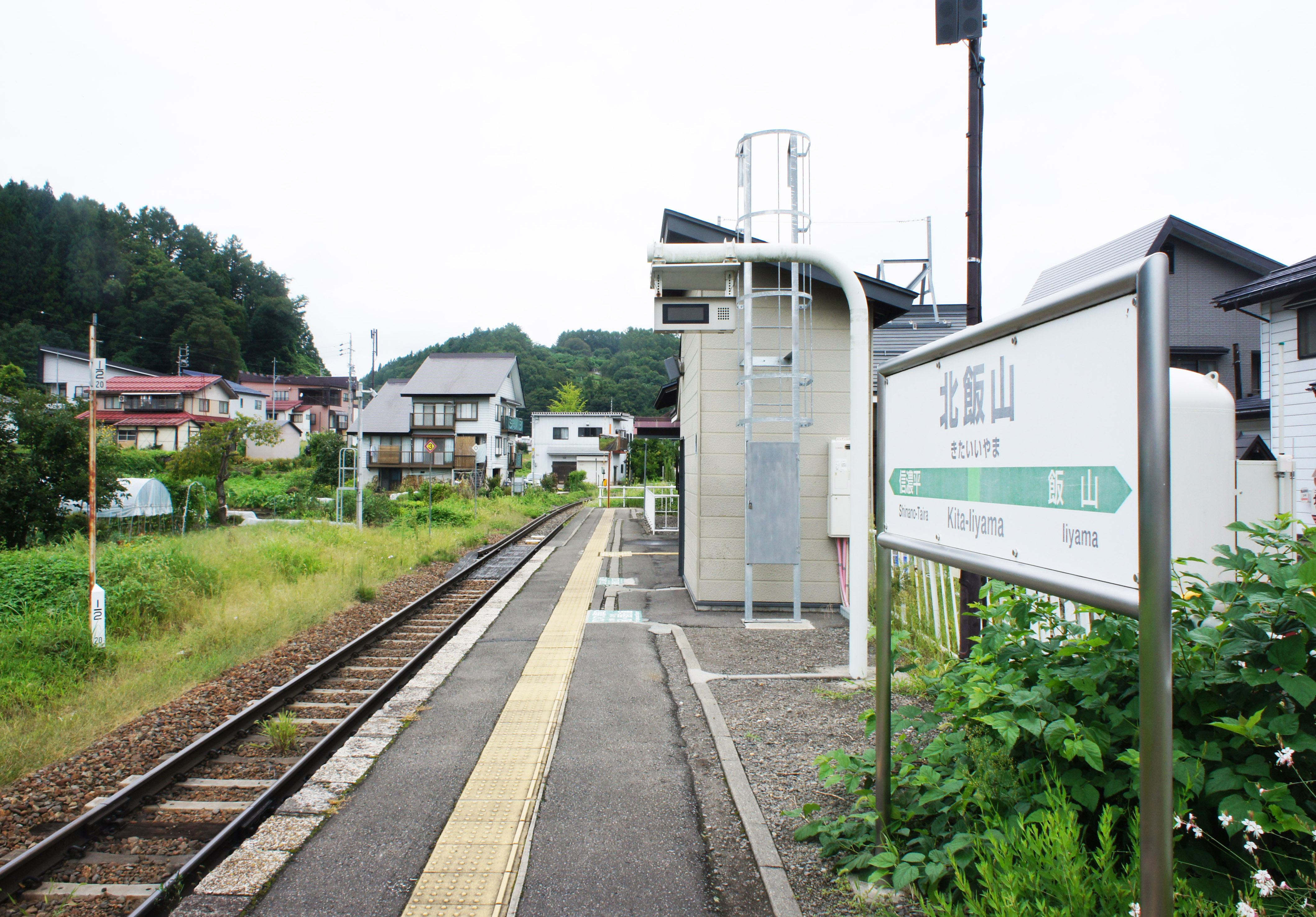
ホーム（2021年9月）

## 利用状況
「長野県統計書」によると、2009年度（平成21年度）- 2011年度（平成23年度）の1日平均乗車人員の推移は以下のとおりであった。
| 乗車人員推移       | 乗車人員推移     | 乗車人員推移 |
| 年度               | 1日平均 乗車人員 | 出典         |
| ------------------ | ---------------- | ------------ |
| 2009年（平成21年） | 296              | [ 2 ]        |
| 2010年（平成22年） | 282              | [ 10 ]       |
| 2011年（平成23年） | 254              | [ 11 ]       |

## 駅周辺
駅周辺は古くからの寺院が多い。
- 長野県飯山高等学校
- 千曲川
- 国道117号
- 国道292号
- 大聖寺[1]
- 飯山城[2]

## 隣の駅
東日本旅客鉄道（JR東日本）
■飯山線
飯山駅 - 北飯山駅 - 信濃平駅